# Galen Erso
Galen Erso egy kitalált szereplő George Lucas Csillagok háborúja univerzumában. Fontos szereplő volt, mivel ő alkotta meg a Halálcsillagot, és ezáltal segítette a Birodalmat. A szereplőt Mads Mikkelsen alakítja a Zsivány Egyes – Egy Star Wars-történet című mozifilmben.

## Életrajz
Legjobb barátja Orson Krennic volt, akivel egy iskolába járt. Miután megtudta, hogy mihez kell a szuperfegyver azonnal otthagyta projektet és a Lah’mu világába menekült Lyrával és lányával, Jynnel. Krennic azonban ott is megtalálta őket, és erőszakkal rávette, hogy befejezze a Halálcsillagot. Erso bosszúból elrejtett egy "hibát" a szuperfegyverben, amely később annak pusztulásához vezetett. Erso később az Eadu bolygón leli halálát, miután a Lázadók X-szárnyú vadászai tévedésből lebombázzák a birodalmi leszállóplatformot. Galen lánya, Jyn karjaiban hal meg.